# Nervio safeno
El nervio safeno o safeno interno es la rama más voluminosa y larga del nervio femoral, es un nervio puramente sensitivo de la pierna.

## Etimología
El nombre del este nervio es tomado de la vena a la que se solidariza desde el muslo hasta la pierna, la safena magna. La palabra viene del árabe medieval çāfin  'vena safena'. La palabra fue introducida al latín medieval por Constantino el Africano en el siglo XI desde el árabe, en su Pantegni, traducción de un famoso tratado del médico persa del siglo X Ali Ibn Abbas al Magusi. Se documenta en español en el siglo XV y en el XIV en francés e inglés. Es falsa la etimología que lo relaciona con el adjetivo griego saphés, ‘evidente’, como demostró ya el anatomista Hyrtl en 1879.

## Constitución
Se introduce luego en esta vaina, en el punto de unión del tercio superior con el tercio medio del muslo, y entonces corre sobre la cara anterior de la femoral hasta el hiato aductor. En este trayecto da comúnmente un filete articular para la rodilla y dos filetes cutáneos, los cuales, perforando la fascia lata entre el sartorio y el grácil vienen a distribuirse  en la piel de la parte inferior y posterior del muslo.
Al llegar al hiato aductor de Hunter, el nervio safeno sale de la vaina vascular, solo o por un orificio en común con la arteria descendente de la rodilla. Se sitúa entonces debajo del músculo sartorio y se divide, a nivel del cóndilo medial del fémur, en dos ramos terminales: ramo infrarrotuliano y ramos cutáneos mediales de la pierna.

### Ramo infrarrotuliano
O simplemente rotuliano, está situado primeramente debajo del sartorio, perfora en seguida este músculo de atrás adelante, constituyendo el tercer ramo perforante del músculo. Al llegar a la piel, se dirige oblicuamente hacia abajo, adelante y lateralmente, describiendo por delante de la rótula una especia de asa de concavidad dirigida hacia arriba, y finalmente se divide en gran número de filetes divergentes que se distribuyen por la piel de la región rotuliana.

### Ramos cutáneos mediales de la pierna
O tibial, continuando la dirección del safeno, corre primeramente por entre el sartorio, que está lateral, y el grácil, que está medial. Cruza en seguida oblicuamente el tendón de este último músculo, atraviesa la fascia, y a partir de este momento se coloca al lado de la vena safena magna, con la cual desciende verticalmente hasta la parte interna de la garganta del pie. En su trayecto este ramo abandona gran número de ramas colaterales, que se distribuyen por la piel de la mitad medial de la pierna, y a nivel de la garganta del pie termina dando algunos filetes articulares para el tobillo y filetes cutáneos que se ramifican a lo largo del borde medial del pie hasta la raíz del dedo gordo.

## Aplicaciones clínicas
El nervio safeno provee la sensibilidad a la superficie anterior y medial de la pierna y se anastomosa con los ramos cutáneos del obturador y el femoral.
Algunos procedimientos quirúrgicos como la disección o la venostomía de la safena magna o cirugía ortopédica que incluyan inciciones o diseción en la parte medial de la pierna o tobillo pueden provocar daño al nervio safeno, dando como resultado una pérdida de la sensibilidad en estas áreas.
El nervio safeno puede experimentar un síndrome de atrapamiento nervioso al practicar ejercicios que involucren el músculo cuádriceps o al permanecer de pie por un tiempo prolongado. Es caracterizado por una sensación de quemazón o ardor, así descrito en la mayoría de los individuos. El dolor ocurre en la noche, mucho después de haber cesado la actividad física que lo indujo. Por lo general, la función motriz no está afectada en este padecimiento. Este último punto excluye otros padecimientos como la radiculopatía lumbar donde la inervación sensitiva y motora están comprometidas.